# Резолюция Совета Безопасности ООН 1183
Резолюция Совета Безопасности Организации Объединённых Наций 1183 (код — S/RES/1183), принятая 15 июля 1998 года, сославшись на предыдущие резолюции по Хорватии, включая резолюции 779 (1992), 981 (1995) и 1147 (1998), Совет уполномочил Миссию наблюдателей Организации Объединённых Наций в Превлаке (МНОП) продолжать наблюдение за демилитаризацией в районе полуострова Превлака в Хорватии до 15 января 1999 года.
Генеральный секретарь Кофи Аннан сообщил о позитивном развитии ситуации. И Союзная Республика Югославия (Сербия и Черногория), и Хорватия выступили с предложениями и инициативами по урегулированию спора. Имели место давние нарушения режима демилитаризации, касающиеся деятельности по разминированию и ограничения свободы передвижения персонала Организации Объединённых Наций, поэтому необходимо постоянное присутствие наблюдателей.
Сторонам было настоятельно предложено полностью выполнить соглашение о нормализации отношений, прекратить нарушения режима демилитаризации, снизить напряженность и обеспечить свободу передвижения наблюдателей ООН. Генеральному секретарю было предложено к 15 октября 1998 года доложить Совету о ситуации, касающейся прогресса в мирном разрешении спора между Хорватией и Сербией и Черногорией. Наконец, Силы стабилизации, санкционированные Резолюцией 1088 (1996) и продленные Резолюцией 1174 (1998), должны были сотрудничать с ЮНМОП.